# Wasserbillig - Carrière de dolomie
Wasserbillig - Carrière de dolomie este o arie protejată (arie specială de conservare — SAC, sit de importanță comunitară — SCI) din Luxemburg întinsă pe o suprafață de 20,81 ha, integral pe uscat.

## Localizare
Centrul sitului Wasserbillig - Carrière de dolomie este situat la coordonatele 49°43′01″N 6°29′36″E / 49.7169°N 6.4933°E.

## Înființare
Situl Wasserbillig - Carrière de dolomie a fost declarat sit de importanță comunitară în decembrie 1998 pentru a proteja 8 specii de animale. Situl a fost protejat și ca arie specială de conservare în noiembrie 2009.

## Biodiversitate
Situată în ecoregiunea continentală, aria protejată conține 1 habitat natural: Peșteri inaccesibile publicului.
La baza desemnării sitului se află mai multe specii protejate:
- păsări (3): buha (Bubo bubo), mierla de apă (Cinclus cinclus), ciocănitoarea verde (Picus viridis)
- mamifere (5): liliac cârn (Barbastella barbastellus), liliac cu urechi mari (Myotis bechsteinii), liliac cărămiziu (Myotis emarginatus), liliac comun (Myotis myotis), liliacul mare cu potcoavă (Rhinolophus ferrumequinum)

Pe lângă speciile protejate, pe teritoriul sitului au mai fost identificate 3 specii de mamifere.